# دينيس كيتشن
دينيس كيتشن (بالإنجليزية: Denis Kitchen)‏ هو فنان قصص مصورة أمريكي، ولد في 27 أغسطس 1946 في ويسكونسن في الولايات المتحدة.

## وصلات خارجية
- الموقع الرسمي